# 長崎市立形上小学校
長崎市立形上小学校（ながさきしりつ かたがみしょうがっこう、Nagasaki City Katagami Elementary School）は、長崎県長崎市琴海形上町にある公立小学校。

## 概要
歴史
1874年（明治7年）に開校した「形上小学校」を前身とする。
学校教育目標
「やさしく　かしこく　たくましい　形上っ子の育成」
校章
中央に校名の「形上小」の文字（縦書き）を置いている。
校区
琴海大平町(524番地～)、琴海形上町
中学校区は長崎市立琴海中学校。

## 沿革
- 1874年（明治7年）- 大平郷の桜木峰右エ門氏[2]の家屋を校舎とし、「形上小学校」が開校。
- 1875年（明治8年）10月 - 文部省により正式に認可される。
- 1886年（明治19年）- 小学校令により、「尋常形上小学校」と改称。
- 1892年（明治25年）- 小学校令改正により、「形上尋常小学校」に改称。
- 1896年（明治29年）- 郷民の拠金により、新校舎が完成。
- 1910年（明治43年）- 長浦尋常高等小学校に統合され、「長浦尋常小学校第二分教場」となる。

1907年（明治40年）の小学校令一部改正により、義務教育期間が尋常科4年から尋常科6年に延長されたため、児童数が増加し施設の収容能力が限界に近づいていたため、藤ノ浦（「とうのうら」、地元では「とんな」）に長浦尋常高等小学校の新校舎を建設し、長浦・形上両地区の尋常科5年から高等科2年までの児童を収容。旧・長浦尋常高等小学校の校地を第一分教場とし、長浦地区の尋常科1年から4年の児童を収容。また旧・形上尋常小学校の校地を第二分教場とし、形上地区の尋常科1年から4年の児童を収容（1年から4年まで複式2学級）。
- 1922年（大正11年）- 形上分教場が廃止され、在籍児童は「長浦尋常高等小学校」に収容。
- 1941年（昭和16年）4月1日 - 国民学校令により、「長浦村国民学校」となる。
- 1947年（昭和22年）4月1日 - 学制改革（六・三制の実施）
  - 旧・国民学校初等科が改組され、「長浦村立長浦小学校」となる。
  - 旧・国民学校高等科が改組され、長浦村立長浦中学校[3]となり、小学校に併設。
- 1953年（昭和28年）4月1日 - 長浦小学校より分離し、「長浦村立形上小学校」として独立。長浦村立長浦中学校から校舎を譲り受けて、現在地に開校。
- 1958年（昭和33年）- 校舎を増築。
- 1959年（昭和34年）1月15日 - 琴海村の発足[4]により、「琴海村立形上小学校」に改称。
- 1962年（昭和37年）- 給食室の増改築を実施。
- 1969年（昭和44年）1月1日 - 琴海町の発足により、「琴海町立形上小学校」に改称。
- 1970年（昭和45年）- 給食棟が完成し、完全給食を開始。
- 1974年（昭和49年）- 創立100周年記念式典を挙行。
- 1982年（昭和57年）- 鉄筋コンクリート造3階建て新校舎、体育館、プールが完成。長崎県下で初めての食堂（ランチルーム）設置校[5]。
- 1988年（昭和63年）- 総合遊具施設（アスレチック）が完成。
- 2006年（平成18年）- 琴海町の長崎市編入により、「長崎市立形上小学校」（現校名）に改称。

## 学校行事
3学期制
1学期
- 4月 - 始業式・着任式、入学式、歓迎遠足
- 5月 - 運動会
- 6月 - 田植え体験、プール開き
- 7月 - 小6修学旅行、終業式
- 8月 - 平和集会（9日 長崎原爆の日）

2学期
- 9月 - 始業式、小3・4社会科見学
- 10月 - 小1・2わら遊び体験、小3以上稲刈り体験、小6長崎市小学校体育大会（略称：小体会）
- 11月 - ふれあい広場・形上祭り、長崎市小学校音楽会（略称：小音会）
- 12月 - 人権集会、持久走大会、終業式

3学期
- 1月 - 始業式、給食週間
- 2月 - 新入生保護者対象説明会
- 3月 - 卒業式、修了式・離任式

## アクセス
最寄りのバス停
- 長崎バス「形上」バス停

最寄りの国道・県道
- 国道206号

## 周辺
- 形上保育園
- 形上公民館
- 形上郵便局
- ニュー琴海病院
- 時津警察署形上警察官駐在所
- ローソン琴海形上店

## 参考資料
- 「琴海町史」（1991年（平成3年）8月、琴海町教育委員会）

## 関連事項
- 長崎県小学校一覧